# Danica Rice
Danica Rice es una deportista canadiense que compitió en piragüismo en la modalidad de aguas tranquilas. Ganó una medalla de plata en el Campeonato Mundial de Piragüismo de 1997 y una medalla de oro en los Juegos Panamericanos de 1995.

## Palmarés internacional
| Campeonato Mundial   | Campeonato Mundial        | Campeonato Mundial | Campeonato Mundial |
| Año                  | Lugar                     | Medalla            | Competición        |
| -------------------- | ------------------------- | ------------------ | ------------------ |
| 1997                 | Dartmouth (Canadá)        | Medalla de plata   | K4 200 m           |
| Juegos Panamericanos |                           |                    |                    |
| Año                  | Lugar                     | Medalla            | Competición        |
| 1995                 | Mar del Plata (Argentina) | Medalla de oro     | K4 500 m           |